# Mercur Flugzeugbau

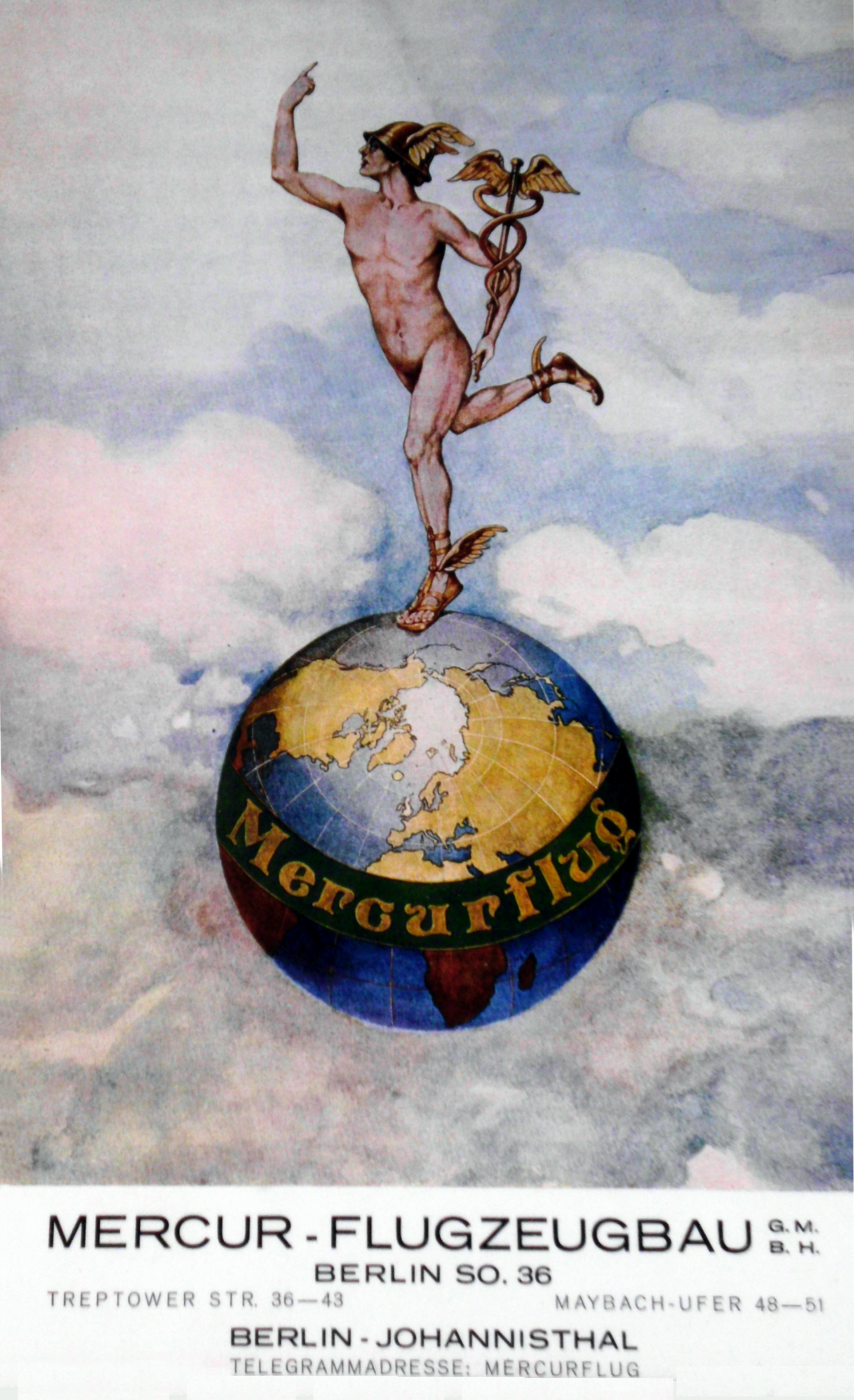
Mercur Flugzeugbau GmbH
(Werbeplakat 1917/1918)

Mercur Flugzeugbau (im Logo MercurFlug) war ein vor allem im Ersten Weltkrieg tätiges Pionierunternehmen zum Bau und zur Reparatur von Flugzeugen, das nach dem „Götterboten“ Mercurius benannt wurde. Dem Unternehmen und seinen Angestellten werden etliche bahnbrechende Erfindungen zugeschrieben, zum Schluss war es Keimzelle des Automobilherstellers Ego-Autobau in Berlin.

## Geschichte
Das Unternehmen wurde als Luftfahrzeughersteller am 15. April 1915 in Berlin gegründet. Gründer waren Romeo Wankmüller (teilweise auch „Wankelmüller“ geschrieben), Hermann Tradowski und Tiege. Zusätzlich wurde am 7. März 1917 als Tochterunternehmen die Mercur-Motorenbau GmbH zum Bau von Flugmotoren gegründet. R. Wankmüller wurde 1910 als einer der Geschäftsführer der Luftverkehrsgesellschaft (LVG) benannt und hatte über die LVG bereits 1916 Kontakt mit Albert Einstein, der Interesse an der praktischen Umsetzung einiger seiner theoretischen Erkenntnisse hatte.
Das Unternehmen hatte mehrere Standorte in Berlin, was sich teilweise als problematisch erwies. Der Unternehmenssitz und die Neufabrikation befanden sich in Berlin-Neukölln an der Treptower Straße 36–43,(Standort) die Holzbearbeitungswerkstätte war am Maybachufer 48–51, die Reparaturabteilung in der Bouchéstraße 37–38 und die Einfliegerei mit einer Flugschule sowie Werkshallen am Flugplatz Johannisthal. Die Telegrammadresse war „Mercurflug“; es wurden die Kürzel „Mer“ und „MF“ genutzt. Das Unternehmen entwickelte sich infolge des Kriegsbedarfs an Flugzeugen sehr rasch, was sich wie folgt im Wachstum der Fabrikflächen nachvollziehen lässt:
| Juni 1915         | 2.170 m²  |
| Oktober 1916      | 4.120 m²  |
| im Februar 1917   | 7.250 m²  |
| im Mai 1917       | 9.520 m²  |
| im September 1917 | 13.764 m² |

Ab Sommer 1917 begann die Entwicklung eigener Flugzeugtypen (Jagdflugzeuge, auch ein Riesenflugzeug als Langstreckenbomber) bei Mercur. In dieser Zeit war Albert Einstein als beratender Ingenieur für Aerodynamik mit weiteren Entwicklern und Unterstützung vom Kaiser-Wilhelm-Institut für Physik für das Unternehmen tätig. Der „Alte Adler“ und Flugzeugpionier Otto Breitbeil war unter anderem als Testpilot beschäftigt. Eine der richtungsweisenden Neuerungen, die bis in das 21. Jahrhundert genutzt wird, war die Erfindung des Mantelpropellers, der 1918 zum Patent Nummer 326210 angemeldet wurde. Die meisten Entwicklungen kamen allerdings nicht über das Projektstadium hinaus. Auch ein Flugmotor mit einer geplanten Leistung von 350 PS blieb ein unfertiges Projekt. Das wie bei anderen Herstellern begonnene Projekt eines „R-Flugzeugtyps“ als Langstreckenbomber, wie die Modelle AEG R.I oder die DFW R-Typen, konnte bei Mercur nicht erfolgreich zum Abschluss gebracht werden, obwohl bereits eine detaillierte Planung dazu vorlag. Das von Einstein angeregte Tragflächenprofil mit „Katzenbuckel“ wurde von Paul Georg Ehrhardt praktisch erprobt und verworfen. Die Zusammenarbeit mit Einstein wurde dann nach einigen Dissonanzen aufgelöst. Mehrere Flugzeugtypen und etliche Details zur Flugzeugtechnik wurden patentiert und erprobt.

## Produktion und Entwicklungen des Unternehmens

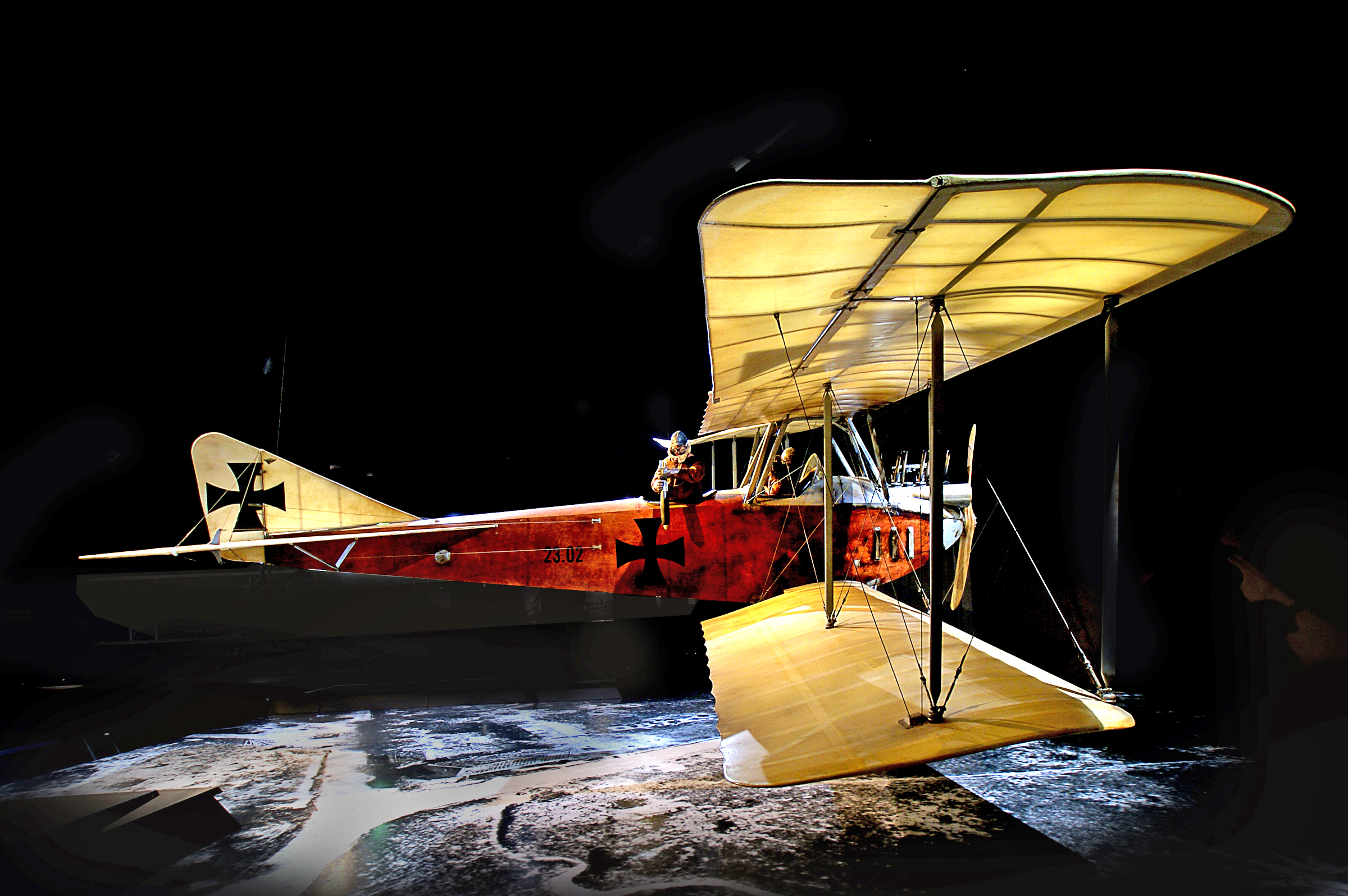
Doppeldeckerflugzeug Albatros B.II

### Flugzeugbau
Zunächst beschränkte sich das Unternehmen auf den Nach- und Lizenzbau bereits entwickelter und bewährter Typen:
- 1916 und 1917 bestellte die Reichsregierung bei Mercur 450 Schulflugzeuge des Typs Albatros B.II: Dieser Flugzeugtyp war 1914 noch als unbewaffneter Aufklärer an der Front eingesetzt worden, diente aber spätestens ab Ende 1915 nur noch als Schulflugzeug, wofür es sich aufgrund seiner Ausgereiftheit und gutmütigen Flugeigenschaften eignete.
- 1917 und 1918 bestellte die Reichsregierung bei Mercur 350 Schulflugzeuge des Typs Albatros C.Ib: Dieser Flugzeugtyp war 1915 aus der Albatros B.II entwickelt worden, hatte einen stärkeren Motor und für den Beobachter ein MG. 1917/18 diente er aber ebenfalls nicht mehr bei den Frontverbänden, sondern nur noch als Schulflugzeug in der Heimat.[9]

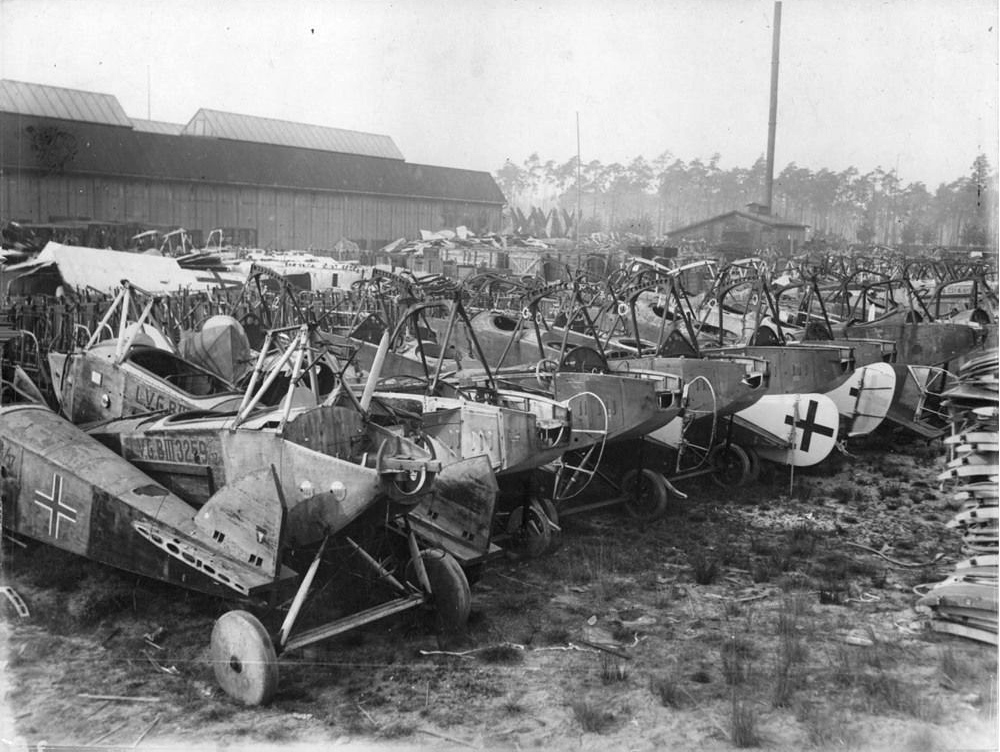
Abgewrackte Flugzeuge in Johannisthal (1920)

Ob die Bestellungen alle vollständig ausgeführt wurden, ist dem überlieferten Schrifttum nicht zu entnehmen. Neben dem Neubau von Flugzeugtypen lief die Reparatur beschädigter Maschinen: Insgesamt sollen während des Krieges etwa 600 beschädigte Flugzeuge repariert worden sein. Ab 1919 ruhte gezwungenermaßen die Flugzeugproduktion. Stattdessen wurden hunderte von Flugzeugen demontiert, da Deutschland nach dem Krieg keine Luftstreitkräfte mehr haben durfte.

### Automobilbau
Nachdem durch den Friedensvertrag von Versailles Deutschland zunächst jegliche Flugzeugproduktion verboten und danach nur sehr eingeschränkt gestattet war, suchten die Betreiber des Unternehmens nach neuen Betätigungsfeldern. Sie gründeten 1921 die Ego-Werke zur Produktion von Kleinwagen und brachten verwendbares Material und Anlagen sowie Fachwissen aus dem Flugzeugbau ein. Im Grunewaldstadion errang Rudolf Caracciola am 28./29. April 1923 seinen ersten bedeutenden Sieg auf einem leichten Ego-Kleinwagen des Typ-4/14-PS. Der Mercur Flugzeugbau GmbH konnte dies nicht mehr helfen und so wurde am 16. Oktober 1924 Konkurs angemeldet.

### Motorpflug
Die Mercur-Motorenbau GmbH entwarf 1917 einen leichten Motorpflug, der ab 10. März 1917 durch das Patent „Zweirädriger Motorhandpflug“, Patent-Nummer DE 326136, für die Mercur Flugzeugbau G. m. b. H. geschützt war. Er wurde nicht in Serie gefertigt. Außer der Patentinformation und Leistungsangabe von 8 PS liegen keine weiteren Daten vor.

## Patente
Nachfolgend eine Auswahl von Erfindungen und Patenten, die die Mercur Flugzeugwerke GmbH und zum Teil auch Romeo Wankmüller anmeldeten. Wegen der Kriegszeit und vermutlich auch aus Geheimhaltungsgründen wurden etliche der Patente erst um 1920 veröffentlicht. Damit verblieben ihre Rechte gleichzeitig beim Erfinder, während nach dem Friedensvertrag von Versailles alle (bis dahin) von Deutschen angemeldeten Patente verfielen und die Erfindungen ohne Zahlung von Gebühren weltweit nachgebaut werden konnten.
- Patent  DE330777C: Flugzeug. Angemeldet am 17. Mai 1918, veröffentlicht am 22. Dezember 1920, Anmelder: Mercur Flugzeugwerke GmbH, Berlin.‌
- Patent  DE326430C: Grossflugzeug. Angemeldet am 6. März 1918, veröffentlicht am 23. September 1920, Anmelder: Mercur Flugzeugwerke GmbH, Berlin.‌
- Patent  DE326210: Einrichtung zur Verbesserung des Wirkungsgrades von Luftschrauben mittels Leitschaufeln. Angemeldet am 31. Januar 1918, veröffentlicht am 23. September 1920, Anmelder: Mercur Flugzeugwerke GmbH, Berlin.‌
- Patent  DE326211C: Antrieb mit hydraulischer Kraftuebertragung fuer Schraubenpropeller von Fahrzeugen, insbesondere Luftfahrzeugen. Angemeldet am 12. Februar 1918, veröffentlicht am 23. September 1920, Anmelder: Mercur Flugzeugwerke GmbH, Berlin.‌
- Patent  DE326546C: Selbsttaetige Steuerung fuer Luftfahrzeuge. Veröffentlicht am 23. September 1920, Anmelder: Mercur Flugzeugwerke GmbH, Berlin.‌
- Patent  DE327078C: Bootskörper fuer Flugzeuge. Angemeldet am 28. Februar 1917, veröffentlicht am 6. Oktober 1920, Anmelder: Mercur Flugzeugwerke GmbH, Berlin.‌
- Patent  DE326857C: Verbrennungsmaschine fuer Fahrzeuge. Angemeldet am 23. Februar 1918, veröffentlicht am 4. Oktober 1920, Anmelder: Mercur Flugzeugwerke GmbH, Berlin.‌
- Patent  DE326136C: Zweirädriger Motorhandpflug. Angemeldet am 10. März 1917, veröffentlicht am 23. September 1920, Anmelder: Mercur Flugzeugwerke GmbH, Berlin.‌
- Patent  DE328886C: Vielzylindermotor mit mehreren Zylinderlaengs- und Querreihen. Angemeldet am 12. November 1916, veröffentlicht am 8. November 1920, Anmelder: Romeo Wankmüller, Berlin.‌
- Patent  DE397787C: Hinterachsfederung fuer Kraftfahrzeuge. Angemeldet am 18. Mai 1923, veröffentlicht am 8. Juli 1924, Anmelder: Romeo Wankmüller, Berlin.‌